# Freaky Friday (roman)
Freaky Friday är en barnroman skriven av Mary Rodgers, som publicerades för första av Harper & Row år 1972. Dess handling följer den unga 13-åriga flickan Annabel Andrews och hennes mamma, som tillbringar en dag (en fredag) i varandras kroppar.
Romanen har filmatiserats fem gånger, första gången 1976, andra gången 1995, tredje gången 2003, fjärde gången 2018 och femte gången 2025. Fyra av dessa filmatiseringar har samma namn som romanen (med undantag för den svenska titeln Åh vilken fredag på den första filmen), medan den senaste filmatiseringen från 2025 går under titeln Freakier Friday.